# 安娜·阿赫玛托娃，白银时代
安娜·阿赫玛托娃，白银时代（俄语：Анна Ахматова. Серебряный Век；英语：Anna Akhmatova. The Silver Age）是俄罗斯圣彼得堡的一个博物馆，位于该市西南部的阿夫托沃（Avtovo），靠近同名的地铁站阿夫托沃站，专注于安娜·安德烈耶芙娜·阿赫玛托娃，以及其他在俄国文学的白银时代开始写作的20世纪上半叶俄国其他诗人和文学人物的生平与著作。 
博物馆位于一座普通公寓楼的底层。